# Ctenus pulvinatus
Ctenus pulvinatus este o specie de păianjeni din genul Ctenus, familia Ctenidae, descrisă de Thorell, 1890. Conform Catalogue of Life specia Ctenus pulvinatus nu are subspecii cunoscute.